# Campeonato Mundial de Esgrima de 1929
O Campeonato Mundial de Esgrima de 1929 foi a 7ª edição do torneio organizado pela Federação Internacional de Esgrima (FIE) de forma não oficial. O evento foi realizado em Nápoles, Itália. 

## Resultados
Masculino
| Evento             | Ouro | Prata                                                                           | Bronze                                                                                       |
| Espada individual  | França · Philippe Cattiau | Itália Marcello Bertinetti                                                      | Itália Franco Riccardi                                                                       |
| Florete individual | Itália Oreste Puliti | França · Philippe Cattiau                                                       | Itália Giulio Gaudini                                                                        |
| Florete por equipe | Itália Dante Carniel Giulio Gaudini Nicola Girace Gioacchino Guaragna Gustavo Marzi Ugo Pignotti Oreste Puliti Ciro Verratti | Bélgica · Raymond Bru · Balthazar De Beuckelaer · Charles Debeur · Robert T'Sas | Hungria · János Hajdú · Ottó Hátszeghy · Gusztáv Kálniczky · György Piller · György Rozgonyi |
| Sabre individual   | Hungria · Gyula Glykais | Itália Gustavo Marzi                                                            | Hungria · Attila Petschauer                                                                  |

Feminino
| Evento             | Ouro                    | Prata                           | Bronze                |
| Florete individual | Alemanha · Helene Mayer | Países Baixos · Johanna de Boer | Hungria · Margit Danÿ |

## Quadro de medalhas
País sede
| Ordem | País          | Medalha de ouro | Medalha de prata | Medalha de bronze |    |
| ----- | ------------- | --------------- | ---------------- | ----------------- | -- |
| 1     | Itália        | 2               | 2                | 2                 | 6  |
| 2     | França        | 1               | 1                |                   | 1  |
| 3     | Hungria       | 1               |                  | 3                 | 4  |
| 4     | Alemanha      | 1               |                  |                   | 1  |
| 5     | Bélgica       |                 | 1                |                   | 1  |
|       | Países Baixos |                 | 1                |                   | 1  |
| TOTAL | TOTAL         | 5               | 5                | 5                 | 15 |